# Desisa lateplagiata
Desisa lateplagiata là một loài bọ cánh cứng trong họ Cerambycidae.